# 李質 (明朝刑部尚書)
李質（1316年—1380年），字文彬，号樵云，广东德慶人。明朝初期政治人物。工诗，有《樵云集》。

## 生平
元朝末年，其担任何真下属，招募士兵平乱德慶兵乱，其他郡县均得益于其保证。当时的名士劉三吾、顏子中、孫蕡、張智等人都对其赞赏有佳。洪武元年，其跟从何真投降明朝，并被授中書斷事。次年改任都督府斷事，执法严厉。洪武五年，晋升为刑部侍郎，后为刑部尚书，治狱平恕。随后出任浙江行省參政，三年期间卓有政绩。朱元璋念其年老，于是召还，咨询时政，李質知无不言。随后改任靖江王右相。之后靖江王因罪而废，李質连坐而被杀。